# Klaus Theodor Wanner
Klaus Theodor Wanner (* 17. März 1954 in Schrobenhausen, Oberbayern) ist ein deutscher Chemiker, Pharmazeut und Hochschullehrer für Pharmazeutische Chemie. Sein Arbeitsgebiete sind Ionenkanäle und GABA-Rezeptor-Inhibitoren, floureszenzmarkierte und photoschaltbare Sonden sowie Massenspektrometrie-basierte Bindungs- und Drug-Screening-Assays.

## Leben
Klaus Wanner studierte von 1973 bis 1978 Chemie an der Technischen Universität München und promovierte im Jahre 1983 bei Friedrich Eiden an der Ludwig-Maximilians-Universität München im Fach Pharmazeutische Chemie. Von 1979 bis 1982 studierte er an der LMU Pharmazie. Nach der Approbation als Apotheker ging er für ein Jahr als Post-Doc in die USA nach Colorado in die Forschungsgruppe von Albert I. Meyers an der Colorado State University. Er habilitierte sich im Jahre 1988 über Asymmetrische Wirkstoffsynthesen und wurde im Jahre 1990 C3-Professor für Pharmazeutische Chemie an der FU Berlin. Im Jahr 1994 nahm er einen Ruf an die Ludwig-Maximilians-Universität München als C4-Professor für Pharmazeutische Chemie an. Von 1993 bis 1994 war er Prodekan des Fachbereichs Pharmazie der FU Berlin, von 1994 bis 1996 stellvertretender geschäftsführender Vorstand sowie von 1996 bis 1998 geschäftsführender Vorstand des Instituts für Pharmazie, von 1998 bis 2000 Prodekan und von 2000 bis 2001 Dekan der Fakultät für Chemie und Pharmazie der LMU München. Von 1999 bis  2000 gehörte er der ständigen Kommission für Haushalts-, Raum- und Bauangelegenheiten der Universität an. Von Oktober 2008 bis September 2010 war er Direktor des Departments für Pharmazie.

## Auszeichnungen
- 1988: Carl-Mannich-Stipendium der DPhG

## Werke (Auswahl)
- K. T. Wanner, G. Höfner: Mass Spectrometry in Medicinal Chemistry, VCH, Weinheim, 2007. ISBN 978-3-527-31456-0